# Шапошников, Леонид Анатольевич
Леони́д Анато́льевич Ша́пошников (30 октября 1969, Хабаровск) — советский и украинский гребец, выступал за сборные СССР и Украины по академической гребле в конце 1980-х — середине 2000-х годов. Участник четырёх летних Олимпийских игр, бронзовый призёр Игр в Афинах, серебряный и бронзовый призёр чемпионатов мира, многократный победитель этапов Кубка мира и регат национального значения. На соревнованиях представлял спортивное общество «Спартак», заслуженный мастер спорта Украины.

## Биография
Леонид Шапошников родился 30 октября 1969 года в Хабаровске, однако через три года вместе с родителями переехал в Днепропетровск. Активно заниматься академической греблей начал в возрасте тринадцати лет, проходил подготовку в местной секции и в школе высшего спортивного мастерства, позже состоял в киевском добровольном спортивном обществе «Спартак». Тренировался под руководством таких специалистов как Анатолий Шишканов и Валентина Опальник.
Первого серьёзного успеха добился в 1987 году, когда попал в юношескую сборную СССР и побывал на молодёжном чемпионате мира в Кёльне, откуда привёз награду бронзового достоинства, выигранную в зачёте парных четвёрок. На взрослом международном уровне дебютировал в сезоне 1991 года, съездил на мировое первенство в Вену и в двойках выиграл там серебряную медаль, уступив в финале лишь команде Нидерландов. Затем прошёл отбор в так называемую Объединённую команду, созданную из спортсменов бывших советских республик для участия в летних Олимпийских играх 1992 года в Барселоне — вместе с напарником Александром Слободенюком участвовал в утешительном финале «Б» и расположился в итоговом протоколе на двенадцатой строке.
После окончательного распада Советского Союза продолжил выступать за сборную отделившейся Украины. В 1993 году в парных четвёрках выиграл серебряную медаль на чемпионате мира в чешском городе Рачице, год спустя повторил это достижение на мировом первенстве в американском Индианаполисе, ещё через год на аналогичных соревнованиях в финском Тампере финишировал в той же дисциплине четвёртым. Благодаря череде удачных выступлений удостоился права защищать честь страны на Олимпийских играх 1996 года в Атланте — с четырёхместным экипажем, куда также вошли гребцы Александр Марченко, Александр Заскалько и Николай Чуприна, пробился в финальную стадию турнира, однако в решающем заезде пришёл к финишу только седьмым.
В 1997 году в парных четвёрках Шапошников выиграл бронзовые медали на этапе Кубка мира в швейцарском Люцерне и на чемпионате мира во французской Савойе. В следующем сезоне выиграл ещё несколько медалей мирового кубка, тогда как на первенстве мира в Кёльне был седьмым. В 1999 году продолжил серию уверенных выступлений, несколько раз поднимался на пьедестал почёта в кубковых регатах, кроме того, взял серебро на чемпионате мира в канадском Сент-Катаринсе, уступив в финале лишь титулованной команде Германии. В 2000 году одержал победу на этапе Кубка мира в Мюнхене, а позже отправился на Олимпиаду в Сидней, где вместе с экипажем, куда помимо Марченко и Заскалько вошёл Олег Лыков, финишировал в финале шестым.
На чемпионате мира 2001 года в Люцерне со своим парным четырёхместным экипажем Шапошников немного не дотянул до призовых позиций, оказавшись в финале четвёртым, при этом на этапе Кубка мира в Мюнхене взял золото. Затем в следующем году его четвёрка была лучшей на всех трёх этапах Кубка мира, тем не менее, на первенстве мира в испанской Севилье спортсмен вновь стал четвёртым, остановившись в шаге от подиума. Чемпионат мира 2003 года в Милане провёл не очень успешно, был тринадцатым, зато год спустя на Олимпийских играх в Афинах сделал главное в своей спортивной карьере достижение — завоевал бронзовую медаль (его партнёрами помимо Лыкова были Сергей Гринь и Сергей Билоущенко).
После четырёх Олимпиад Леонид Шапошников остался в основном составе украинской национальной сборной и продолжил принимать участие в крупнейших международных регатах. Так, в 2005 году он выступал на этапах Кубка мира в Люцерне и Мюнхене, в то время как на чемпионате мира в японском Кайдзу в программе парных четвёрок закрыл десятку сильнейших. За выдающиеся спортивные достижения удостоен почётного звания «Заслуженный мастер спорта Украины».
Завершив карьеру профессионального спортсмена, перешёл на тренерскую работу. Женат, есть сын.

## Награды
- Орден «За заслуги» III степени (2002)[4]
- Орден «За мужество» III степени (2004)[5]